# Kosho
Keizer Kōshō (孝昭天皇, Kōshō-tennō) was de vijfde keizer van Japan, volgens de traditionele opvolgvolgorde.
Kosho was De vijfde legendarische keizer, waarvan historiografische bronnen vaak tegenstrijdige genealogische informatie en geen nadere specificaties omtrent zijn leven en verwezenlijkingen geven.
Tot zijn troonsbestijging was hij bekend onder de naam Mimatsuhikokaeshine no Mikoto (aldus Kojiki; in de Nihon shoki-spelling). Telg van keizer Itoku en keizerin Futomawakahime no Mikoto (Nihon shoki noemt haar Amatoyotsuhime no Mikoto, dochter van Okisomimi no Mikoto), werd hij kroonprins in het 22ste jaar van de regering van Itoku. De prins besteeg de troon, nu als keizer Kōshō (“schittering in piëteit”) toen zijn vader na 34 jaar keizerschap overleed en richtte zijn hof te Wakinokaminoikegokoro no Miya (Kojiki schrijft Kazurakinowakigami no Miya) in, gelegen volgens de kroniek Teiōhen nenki in het district Kazurakinokami in de provincie Yamato (Yamato no Kuni). Gebaseerd op Nihon shoki waarin beschreven staat hoe in het 21e jaar onder keizerin Suiko (613 n.Chr.) Wakinokaminoike in de omgeving van Ikenouchi 池之内 aangelegd werd, situeert Yamato shiryō de vermoedelijke ligging van zijn paleis halverwege het centrum van de huidige stad Gose (Prefectuur Nara) en de wijk Ikenouchi.
De keizer was volgens Kojiki gehuwd met Yosotahobime no Mikoto, een zuster van Okitsuyoso; Nihon shoki vermeldt als gemalin Yosotarashihime, een zuster van Okitsuyoso. Na een regering van 83 jaar, overleed keizer Kōshō in de leeftijd van 93 jaar; volgens Nihon shoki echter op 113-jarige leeftijd. Tot zijn nakomelingschap rekent de overlevering Yamatotarashihikokunioshihito no Mikoto, alias Ōyamatotarashihikokunioshihito no Mikoto, de latere keizer Kōan. Keizer Kōshō’s mausoleum wordt geïdentificeerd met Wakinokaminohakatanoyamanoe no Misasagi, een grafheuvel die zich bevindt in de wijk Ōazamimuro van bovengenoemde stad Gose.